# Corbridge Vicar's Pele
Corbridge Vicar's Pele er et pele tower fra middelalderen, der ligger i landsbyen Corbridge, Northumberland, England.
Det er et tre-etagers forsvarstårn, med ét rum på hver etage, der blev opført på kirkegården i Corbridge i 1318, og det blev brugt som præstegård for præsten i den tilhørende kirke. Det er primært opført af sandsten, der er taget fra den romerske fæstning Coria der ligger tæt ved.
Det blev brugt som præstegård indtil midten af 1600-tallet.
I sommeren 2016 blev tårnet genåbnet til brug for bryllupper og andre arrangementer efter en 3-årig renovering og ombygning.
Det er et scheduled monument.